# Péroy-les-Gombries
Péroy-les-Gombries ist eine französische Gemeinde mit 1.217 Einwohnern (Stand: 1. Januar 2022) im Département Oise in der Region Hauts-de-France. Sie gehört zum Arrondissement Senlis und zum Kanton Nanteuil-le-Haudouin.

## Geographie
Péroy-les-Gombries liegt etwa 40 Kilometer nordöstlich von Paris. Umgeben wird Péroy-les-Gombries von den Nachbargemeinden Ormoy-Villers im Norden, Boissy-Fresnoy im Osten, Villers-Saint-Genest im Südosten, Nanteuil-le-Haudouin im Süden und Südwesten, Versigny im Westen.
Durch die Gemeinde führt die Route nationale 2.

## Bevölkerungsentwicklung
| Jahr                      | 1962 | 1968 | 1975 | 1982 | 1990 | 1999 | 2006 | 2013 |
| Einwohner                 | 289  | 317  | 428  | 556  | 779  | 990  | 1044 | 964  |
| Quelle: Cassini und INSEE |      |      |      |      |      |      |      |      |

## Sehenswürdigkeiten

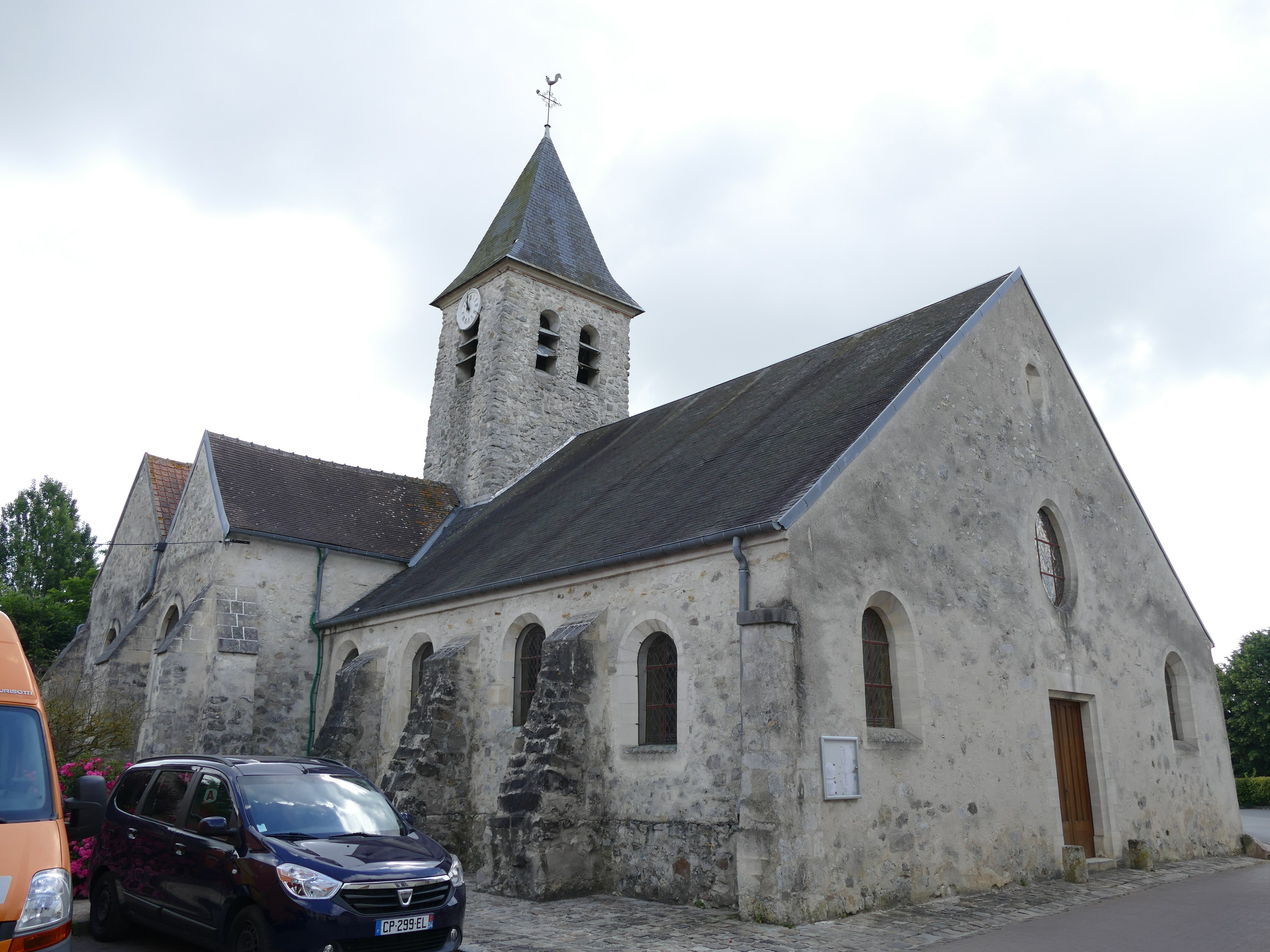
Kirche Saint-Médéric

- Kirche Saint-Médéric